# A Day with the Gipsies
A Day with the Gipsies è un cortometraggio muto del 1906. Non si conosce il nome del regista.
Si conoscono pochi dati del film che, prodotto dalla Hepworth, fu distrutto nel 1924 dallo stesso produttore, Cecil M. Hepworth. Fallito, in gravissime difficoltà finanziarie, il produttore pensò in questo modo di poter almeno recuperare il nitrato d'argento della pellicola.

## Trama
Un viaggiatore viene ospitato da un gruppo di zingari sul loro carro in marcia verso una nuova destinazione.

## Produzione
Il film fu prodotto dalla Hepworth.

## Distribuzione
Distribuito dalla Hepworth.